# Glenn Cunningham

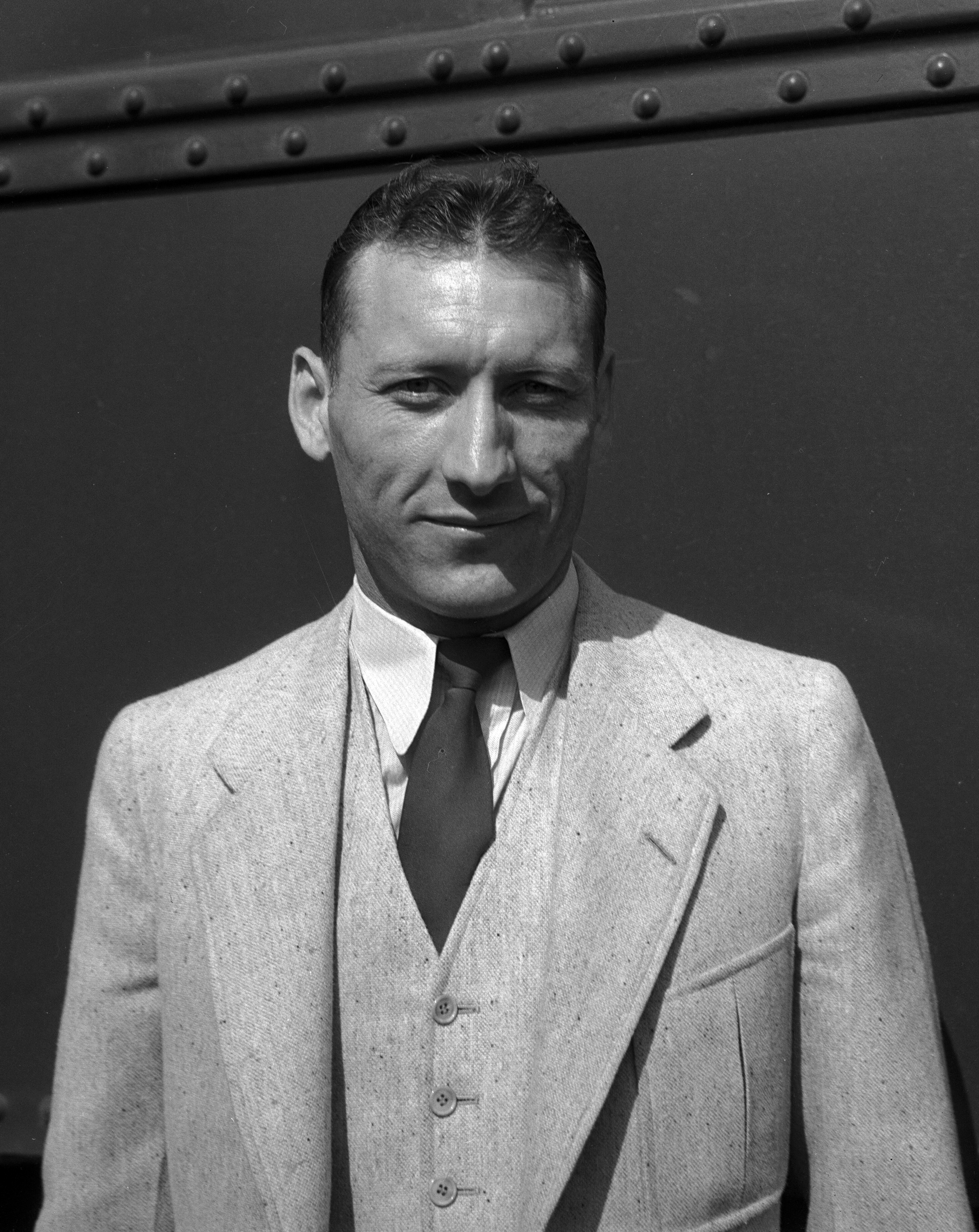
Glenn Cunningham (1934)

Glenn Cunningham (* 4. August 1909 in Elkhart, Kansas, USA; † 10. März 1988 in Menifee, Arkansas) war ein US-amerikanischer Leichtathlet, der in den 1930er Jahren über die Mittelstrecke erfolgreich war. Er lief Weltrekorde und nahm erfolgreich an Olympischen Spielen teil. Er startete für die Universität von Kansas.

## Leben
Als Achtjähriger wurde Glenn Cunningham Opfer einer Benzinexplosion, die seinen älteren Bruder Floyd das Leben kostete. Er selbst trug so schwere Verbrennungen an den Beinen davon, dass eine Amputation in Betracht gezogen wurde, die seine Eltern jedoch verweigerten. Lange Zeit schien es fraglich, ob er jemals wieder würde gehen können. Als Glenn Cunningham dann nach Monaten endlich in der Lage war, sich ohne Krücken fort zu bewegen, machte er die merkwürdige Entdeckung, dass ihm das Laufen weitaus weniger Schmerzen bereitete als das Gehen. So kam er zum Sport.
Als Schüler der Elkhart High School lief er mit 4:24,7 min über  eine Meile Schülerrekord. Die als Kind erlittenen Verletzungen hatten jedoch lebenslange Durchblutungsstörungen zur Folge. Vor jedem Start waren Massagen in Verbindung mit einer einstündigen Aufwärmphase erforderlich. Die Willenskraft, mit der Glenn Cunningham dies in den acht Jahren seiner aktiven Laufbahn durchhielt, trug ihm den Namen Kansas Ironman ein.
Nachdem er von 1940 bis 1944 als Sportdirektor am Cornell College in Iowa gearbeitet und anschließend zwei Jahre in den Reihen der US Navy gedient hatte, eröffnete er zusammen mit seiner Frau Ruth Sheffield einen Hort für sozial gefährdete Kinder und Jugendliche, die so genannte „Glenn Cunningham Youth Ranch“, die im Laufe seines Lebens rund zehntausend jungen Menschen Obdach bot. Die benötigten finanziellen Mittel brachte er unter erheblichen persönlichen Opfern selbst auf, unter anderem durch Vortragstätigkeiten. Glenn Cunningham besaß zwei Universitätsabschlüsse: den Master der Universität Iowa und den Doktor der Universität New York.

## Leistungen
- Platzierungen bei nationalen Meisterschaften:
  - 1932: 1. NCAA in 3:53,0 min, 3. AAU (Zeit nicht ermittelt)
  - 1933: 1. NCAA in 4:09,8 min (1 Meile), 1. AAU in 3:52,3 min, 1. AAU in 1:51,8 min (800 m)
  - 1934: 2. AAU in 3:48,9 min, 1. AAU Halle in 3:52,2 min
  - 1935: 1. AAU in 3:52,1 min, 1. AAU Halle in 3:50,5 min
  - 1936: 1. AAU in 3:54,2 min
  - 1937: 1. AAU in 3:51,8 min
  - 1938: 1. AAU in 3:52,5 min, 1. AAU Halle in 3:48,4 min
  - 1939: 4. AAU in 3:52,8 min, 1. AAU Halle in 3:54,6 min
  - 1940: 2. AAU in 3:48,0 min
  - Insgesamt je sechsmal Gewinner der „Wannamaker-Mile“ bei den Millrose Games und der Big-6-Meile an der Universität Kansas sowie 22 Siege über 1 Meile im Madison Square Garden.

- Rekorde:
  - 1933 in Princeton Weltrekord über 1 Meile in 4:06,7 min
  - 1936, 20. August in Stockholm: Weltrekord über 800 m in 1:49,7 min
  - 1938 gewinnt Cunningham ein vom Dartmouth College veranstaltetes Hallen-Rennen über 1 Meile in 4:04,4 min Da der Wettkampf jedoch nicht offiziell angemeldet worden war, konnte diese Leistung nicht als Weltrekord (der bis 1955 Bestand gehabt hätte) anerkannt werden. Insgesamt verbesserte Cunningham sechsmal die Hallenweltrekorde über 1500 Meter und 1 Meile.

4:09,8 min über 1 Meile am 25. März 1933 in Chicago
3:52,2 min über 1500 m am 24. Februar 1934 in New York
4:08,4 min über 1 Meile am 17. März 1934 in New York
3:50,5 min über 1500 m am 23. Februar 1935 in New York
3:48,4 min über 1500 m am 25. Februar 1938 in New York
4:07,4 min über 1 Meile am 12. März 1938 in New York

- Olympische Spiele:
  - 1932 Los Angeles: Vierter über 1500 m
  - 1936 Berlin: Silber über 1500 m hinter dem Neuseeländer John Lovelock

Im Jahr 1933 wurde der in 20 Rennen ungeschlagene Glenn Cunningham mit dem Sullivan-Award ausgezeichnet.